# Merdrignac
Merdrignac (en bretó Medrigneg) és un municipi francès, situat a la regió de Bretanya, al departament de Costes del Nord. L'any 2007 tenia 3.000 habitants.

## Demografia
| 1962                                       | 1968  | 1975  | 1982  | 1990  | 1999  |
| ------------------------------------------ | ----- | ----- | ----- | ----- | ----- |
| 2.559                                      | 2.576 | 2.704 | 2.780 | 2.791 | 2.830 |
| Des de 1962: població sense dobles comptes |       |       |       |       |       |

## Administració
| Període | Identitat    | Partit |
| ------- | ------------ | ------ |
| 2001-   | Régine Angée | UMP    |